# NGC 3155
NGC 3155 في الفهرس العام الجديد، هي مجرة، تقع في كوكبة التنين. اكتشفت في 2 أبريل 1801 بواسطة ويليام هيرشل.

## روابط خارجية
- NGC 3155 على موقع ويكي سكاي: DSS2, SDSS, GALEX, IRAS, Hydrogen α, X-Ray, Astrophoto, Sky Map, Articles and images